# Endocalyx cinctus
Endocalyx cinctus är en svampart som beskrevs av Petch 1908. Endocalyx cinctus ingår i släktet Endocalyx, divisionen sporsäcksvampar och riket svampar.   Inga underarter finns listade i Catalogue of Life.